# Manuel Amell y Jordá
Manuel Amell y Jordá (Barcelona, 1833-¿?) fue un comerciante y pintor costumbrista español.
Natural de Barcelona, se dedicó al comercio y después estudió pintura en el taller de José Serra y Porson. Obtuvo varias medallas y reconocimientos a lo largo de su carrera, entre las que destacan una primera medalla en la Exposición de Nimes, una de bronce en la de Montpellier y una mención honorífica en la Exposición Universal de Barcelona de 1888.
Entre sus obras más destacadas se cuentan Cocina en una mesa de campo (1887), Paseig, Conferencia, La convalecencia de Polichinela, Un cazador, La merienda y la banda del dinero, La banda del doncel y Músico de guardilla.